# Gabriel Barylli
Gabriel Barylli (ur. 31 maja 1957 w Wiedniu) – austriacki aktor, scenarzysta  i reżyser. Występował w ponad 40 filmach i programach telewizyjnych od 1981 roku

## Filmografia

### Aktor
- 1981: Der Schüler Gerber  jako Kurt Gerber
- 1984: Die Frau ohne Körper und der Projektionist jako Michael Blank
- 1986: Wohin und zurück - Welcome in Vienna jako Freddy Wolf
- 1995: Francuzka jako Mathias Behrens
- 2010: Kopciuszek jako Ojciec

### Reżyser
- 1990: Butterbrot
- 1996: Honigmond
- 1999: Wer liebt, dem wachsen Flügel

### Scenarzysta
- 1990: Butterbrot
- 1996: Honigmond
- 1999: Wer liebt, dem wachsen Flügel

## Nagrody
- Bayerischer Filmpreis
- Grimme-Preis
- Österreichisches Ehrenkreuz für Wissenschaft und Kunst